# 関根則男

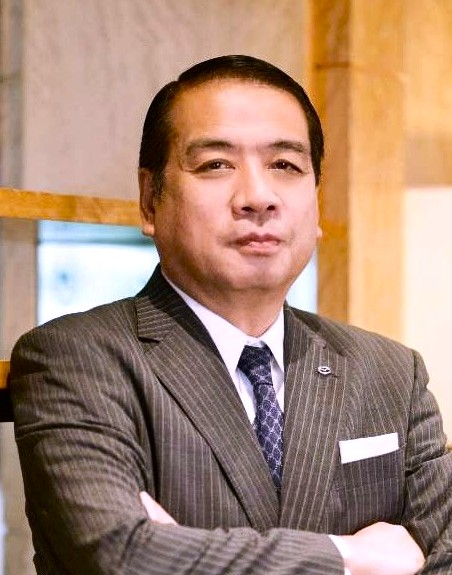
関根則男

関根則男（せきね のりお）は、日本の小説家。昭和33年（1958年）12月3日　新潟県柏崎市小島出身。民間企業の幹部・経営者などを経て小説家へ。主にドキュメンタリー小説や評伝小説を執筆している。　
【略歴】
昭和33年(1958年)　新潟県刈羽郡北条町出身(現在の新潟県柏崎市)
昭和56年(1981年)　東洋工業株式会社入社(現マツダ株式会社)
平成13年(2001年)　新潟マツダ自動車株式会社 代表取締役社長
平成16年(2004年)　北陸マツダ株式会社 代表取締役社長
平成19年(2007年)　千葉マツダ自動車株式会社 代表取締役副社長
平成22年(2010年)　マツダ㈱国内営業本部 副本部長
平成23年(2011年)　一汽マツダ汽車有限公司 董事兼総経理(中国国営企業第一汽車との合弁会社社長)
平成28年(2016年)　マツダ㈱中国事業本部長(中華人民共和国・台湾担当)
令和３年(2021年)　マツダ株式会社定年
令和4年(2022年)　小説家、現在に至る
【著書】
「流転の一葉　遥かなる山河」　東京図書出版　令和4年(2022年)刊
「小説『坊っちゃん』のモデルと言われた男　関根萬司評伝」新潟日報メディアネット 令和5年(2023年)刊
「蒼天の星　星見天海評伝」考古堂書店　令和７年(2025年6月20日刊)
【受賞歴】
「流転の一葉　遥かなる山河」第26回日本自費出版文化賞個人誌部門で入選。応募総数は658作品。選考委員は、委員長は鎌田慧（ルポライター）。委員は中山千夏（作家）、秋林哲也（編集者）、佐藤和夫（哲学思想研究者・千葉大学名誉教授）、藤野健一（編集者）、小池一子（クリエイティブ・ディレクター）、成田龍一（歴史家・日本女子大学名誉教授）。授賞式は2023年11月11日(土)アルカディア市ヶ谷で行われた。
【親族】
新潟県上越市にある関根学園高等学校の前身となる、私立女子技芸専修学校を設立し、初代校長となった関根萬司は親族である(曾祖父の弟)